# Roque González de Santa Cruz
Rocco González de Santa Cruz, in portoghese Roque González de Santa Cruz (Asunción, 1576 – Caaró, 15 novembre 1628), è stato un missionario e gesuita paraguaiano, missionario presso gli indios Guaraní del Rio Grande do Sul e fondatore di numerose reducciones; beatificato come martire nel 1934, è stato proclamato santo da papa Giovanni Paolo II nel 1988.

## Il culto
La causa del santo fu introdotta il 13 luglio 1932; il 3 dicembre 1933 papa Pio XI ha autorizzato la Congregazione delle Cause dei Santi a promulgare il decreto sul martirio del missionario e il 28 gennaio 1934 lo ha proclamato beato.
È stato canonizzato da papa Giovanni Paolo II nel Campo "Ñu Guazú" di Asunción il 16 maggio 1988, in occasione del suo viaggio apostolico nell'America Latina: nella stessa cerimonia sono stati proclamati santi i suoi compagni di martirio, Alfonso Rodríguez e Juan del Castillo.
Il suo elogio si legge nel Martirologio romano al 15 novembre, giorno della sua morte.